# 九龍湖南駅
九龍湖南駅（きゅうりょうこなんえき）は、中華人民共和国江蘇省南京市江寧区秣陵街道吉印大道と蘇源大道の交差点にある、南京地下鉄5号線の駅である。

## 駅名
事業着手当初は南京地下鉄集団は「九龍湖駅」の仮称を用いており、2019年11月28日に「九龍湖南駅」を駅名として第一次公示された 、2020年1月15日に駅名が「九龍湖南駅」に決定したことが発表された。

## 駅構造

### のりば
| 番線 | 路線            | 方面                        | 行先            |
| ---- | --------------- | --------------------------- | --------------- |
|      | 南京地下鉄5号線 | 文靖路・神機営・静海寺 方面 | 方家営 行き     |
|      | 南京地下鉄5号線 | 吉印大道・東善橋 方面       | 江蘇軟件園 行き |

## 隣の駅
南京地下鉄
■5号線
誠信大道駅 - 九龍湖南駅 - 吉印大道駅